# 帕桑镇区
帕桑镇区為緬甸克耶邦包拉克縣的鎮區。2014年人口25,594人，區域面積1,427.7平方公里。該鎮区轄下103個村莊。帕桑為該鎮区之首府。